# Berta Castañé
Berta Castañé est une actrice et mannequin espagnole, née le 5 novembre 2002 à Sabadell en Espagne.

## Biographie
Berta Castañé est née le 5 novembre 2002 à Sabadell (Espagne), ses parents s'appellent Nuria et Juan Carlos et elle a un frère et une sœur. Son frère s'appelle Joan, tandis que sa sœur s'appelle Carla.

## Carrière
Berta Castañé a commencé sa carrière en 2013 en tant que mannequin pour Les enfants de l'eden. Par la suite, en 2015, elle commence sa carrière d'actrice et est choisie pour jouer le rôle de Nuria Vega Valverde dans la série policière Bajo sospecha, produite par Bambu Producciones. Elle est apparue plus tard dans le téléfilm La española inglesa dans le rôle de Tamsi. Elle a également été ambassadrice de la marque Hortensia Maeso Girls et, entre autres, a joué dans la campagne The Sweet Escape.
En 2016, elle a joué le rôle de Laia Nena dans le téléfilm Laia. Toujours en 2016, elle a joué le rôle d'Aina Nena dans le film Oh, quina joia!, réalisé par Ventura Pons,.
En 2016, elle est apparue dans la série Big Band Clan sous le nom d'Ana De 2017 à 2022, elle a joué dans la série télévisée Com si fos ahir dans le rôle de Júlia. De même, en 2017, c'était la série la plus longue de l'histoire de la télévision espagnole.
En 2018, elle a joué le rôle d'Anna Maria dans le film Miss Dalí, réalisé par Ventura Pons. En 2019, elle a joué dans la série Días de Navidad. Cette même année, elle interprète le rôle d'Esther dans le téléfilm Three Days of Christmas.
Son plus grand succès vient en 2019 et 2020 où elle a joué le rôle de Carolina Solozábal dans le feuilleton Le Secret (El Secreto de Puente Viejo).
En 2020, elle joue le rôle de Sol dans la série télévisée La valla. La même année, elle a également joué dans la série No mentirás.,.
En 2022, elle interprète le rôle de Lucía dans la série Todos mienten, sortie le 28 janvier sur Movistar Plus+ et réalisée par Pau Freixas,.  En janvier de la même année, elle participe aux Feroz Awards pour la série Todos mienten. Toujours en 2022, elle a joué le rôle de Gabi dans la série Netflix Bienvenidos a Edén, participation déjà annoncée en 2021,. Toujours en 2022, elle a joué dans la série Heridas,.

## Filmographie

### Cinéma
- 2016 : Oh, quina joia! de Ventura Pons
- 2018 : Miss Dalí de Ventura Pons

### Télévision

#### Séries télévisées
- 2015 : Bajo sospecha : Nuria Vega Valverde (8 épisodes)
- 2015 : La española inglesa: Tamsi
- 2016 : Laia : Laia Nena
- 2016-2017 : Big Band Clan: Ana (1épisode)
- 2017-2022 : Com si fos ahir: Júlia (41 épisodes)
- 2019 : Días de Navidad
- 2019 : Three Days of Christmas : Esther
- 2019-2020 : Le Secret (El Secreto de Puente Viejo) : Carolina Solozábal (164 épisodes)
- 2020 : L'autre côté : Sol
- 2020 : No mentirás
- 2021 : Todos mienten : Lucía (6 épisodes)
- 2022 : Heridas (1 épisodes)
- 2022-2023: Bienvenidos a Edén : Gabi (16 épisodes)

### Courts métrages
- 2020 : Mil Batalles: Girl